# Catoessa scabricauda
Catoessa scabricauda är en kräftdjursart som beskrevs av Schioedte och Frederik Vilhelm August Meinert 1884. Catoessa scabricauda ingår i släktet Catoessa och familjen Cymothoidae. Inga underarter finns listade i Catalogue of Life.